# Harpethericles leechi
Harpethericles leechi är en insektsart som beskrevs av Marius Descamps 1977. Harpethericles leechi ingår i släktet Harpethericles och familjen Thericleidae. Inga underarter finns listade i Catalogue of Life.